# Nijirō Murakami
 (juillet 2023).
Nijiro Murakami (村上 虹郎, Murakami Nijirō, né le 17 mars 1997) est un acteur japonais. Il est principalement connu pour son rôle de Kaito dans Still the Water (2014), sélectionné pour participer à la compétition de la Palme d'Or au Festival de Cannes de 2014. Son interprétation dans Last of the Wolves a été salué par la critique ; il gagne notamment la nomination du Best Supporting Actor à 4th Japan Academy Film Prize. La série Alice in Bordeland, produite par Netflix entre 2020 et 2022 lui suscite une reconnaissance internationale avec son personnage Shuntaro Chishiya.

## Biographie
Nijirō Murakami est né le 17 mars 1997 à Tokyo, au Japon. Il est le fils unique de l'acteur Jun Murakami et de la chanteuse Ua. Ses parents ont divorcé quand il avait neuf ans et il a grandi avec sa mère, son beau-père et trois demi-frères et sœurs plus jeunes. Alors qu'il fréquentait encore l'école préparatoire, il a déménagé à Okinawa avec sa famille. Murakami a également étudié pendant quelques années à Montréal, Canada. Cependant, il a abandonné afin de se concentrer sur sa carrière d'acteur.
Il a fait ses débuts en 2014 en incarnant le rôle principal de Kaito dans le film primé Still the Water, pour lequel il a reçu le prix du meilleur nouveau venu au 29e Festival du film de Takasaki. En 2015, il fait ses débuts dans la série télévisée Tenshi no Naifu. Plus tard cette même année, il a joué dans l'adaptation en direct de la série animée Anohana: La fleur que nous avons vue ce jour-là, ainsi que dans le film Wasurenai to Chikatta Boku ga Ita.
En tant que doubleur, il est surtout connu pour avoir interprété Hiro Shishigami dans l'adaptation animée de la série manga Inuyashiki.
Outre sa carrière d'acteur, Nijiro Murakami joue de la guitare et chante comme sa mère UA.

## Filmographie

### Au cinéma
| Année | Titre                                             | Rôle                  | Réalisation        | Notes           | Ref.   |
| ----- | ------------------------------------------------- | --------------------- | ------------------ | --------------- | ------ |
| 2014  | Still the Water                                   | Kaito                 | Naomi Kawase       | Rôle principal  | [ 2 ]  |
| 2014  | As the Gods Will                                  | Haruhiko Yoshikawa    | Takashi Miike      |                 | [ 2 ]  |
| 2015  | Forget Me Not                                     | Takashi Hayama        | Kei Horie          | Rôle principal  | [ 2 ]  |
| 2015  | Sayonara                                          | Yamashita             | Kōji Fukada        |                 | [ 2 ]  |
| 2016  | Destruction Babies                                | Shōta Ashihara        | Tetsuya Mariko     | Rôle principal  | [ 2 ]  |
| 2016  | The Firefly Summers                               | Kimihide              | Ryūichi Hiroki     |                 | [ 2 ]  |
| 2016  | Kuroi Bōdō                                        |                       | Ken'ichi Ugana     |                 | [ 2 ]  |
| 2017  | Mukoku                                            | Tōru Haneda           | Kazuyoshi Kumakiri | Rôle principal  | [ 2 ]  |
| 2017  | Second Summer, Never See You Again                | Satoshi Shinohara     | Kenji Nakanishi    | Rôle principal  | [ 2 ]  |
| 2017  | Miracles of the Namiya General Store              | Shota Kobayashi       | Ryūichi Hiroki     | Rôle secondaire | [ 2 ]  |
| 2017  | Harunareya                                        | Mikio Nishimura       | Bunji Sotoyama     | Court métrage   | [ 2 ]  |
| 2017  | Amy Said                                          | Shunya Hasebe         | Taishi Muramoto    |                 | [ 2 ]  |
| 2018  | Isle of Dogs                                      | Hiroshi (voice)       | Wes Anderson       | American film   | [ 2 ]  |
| 2018  | Hanalei Bay                                       | Takahashi             | Daishi Matsunaga   | Rôle secondaire | [ 2 ]  |
| 2018  | The Gun                                           | Tōru Nishikawa        | Masaharu Take      | Rôle principal  | [ 2 ]  |
| 2019  | Chiwawa                                           | Nagai                 | Ken Ninomiya       | Apparition      | [ 2 ]  |
| 2019  | They Say Nothing Stays the Same                   | Genzō                 | Joe Odagiri        |                 | [ 2 ]  |
| 2019  | The Promised Land                                 | Hiro Nogami           | Takahisa Zeze      | Apparition      | [ 2 ]  |
| 2019  | I Was a Secret Bitch                              | Akira Kojima          | Kōichirō Miki      | Rôle secondaire | [ 2 ]  |
| 2020  | Sasaki in My Mind                                 | Sudo                  | Takuya Uchiyama    | Apparition      | [ 9 ]  |
| 2020  | Soirée                                            | Shota Iwamatsu        | Bunji Sotoyama     | Rôle principal  | [ 2 ]  |
| 2021  | Last of the Wolves                                | Kōta "Chinta" Chikada | Kazuya Shiraishi   | Rôle secondaire | [ 10 ] |
| 2021  | Baragaki: Unbroken Samurai                        | Okada Izō             | Masato Harada      | Rôle secondaire | [ 11 ] |
| 2021  | Rurouni Kenshin: The Beginning                    | Okita Sōji            | Keishi Ōtomo       | Rôle secondaire | [ 12 ] |
| 2021  | Pretenders                                        | Sekai                 | Izuru Kumasaka     |                 | [ 13 ] |
| 2022  | The Hound of the Baskervilles: Sherlock the Movie | Senri Hasukabe        | Hiroshi Nishitani  | Rôle secondaire | [ 14 ] |
| 2023  | Tokyo Revengers 2: Bloody Halloween Part 1        | Kazutora Hanemiya     | Tsutomu Hanabusa   | Rôle secondaire | [ 15 ] |
| 2023  | Tokyo Revengers 2: Bloody Halloween Part 2        | Kazutora Hanemiya     | Tsutomu Hanabusa   | Rôle secondaire | [ 15 ] |
| 2023  | Heartless                                         | Aragaki               | Daichi Sugimoto    |                 | [ 16 ] |
| 2023  | Kyrie                                             | Fūkin                 | Shunji Iwai        |                 | [ 17 ] |

### À la télévision
| Année     | Titre                                            | Rôle                  | Diffuseur        | Remarques                | Ref.   |
| --------- | ------------------------------------------------ | --------------------- | ---------------- | ------------------------ | ------ |
| 2015      | Tenshi no Naifu                                  | Jun Maruyama          | Waouh            |                          | [ 2 ]  |
| 2015      | Anohana : la fleur que nous avons vue ce jour-là | Jinta "Jintan" Yadomi | Téléviseur Fuji  | Rôle principal; téléfilm | [ 2 ]  |
| 2016      | Utsukushiki Mittsu no Uso                        | Shogo Tachiki         | Téléviseur Fuji  | Épisode 2                | [ 2 ]  |
| 2016      | Shibuya Rei-chōme                                | Ogito                 | Fuji TV, FOD     |                          | [ 2 ]  |
| 2016      | Vie botanique de Verandar 3                      | Keni'ichi Hiiragi     | NHK BS-P         | Épisode 4                | [ 2 ]  |
| 2016      | Rêves de laiton                                  | Hiroto Aoshima        | SCT              | Rôle principal           | [ 2 ]  |
| 2016      | Cold Case : Shinjitsu no Tobira                  | Ryo Doguchi           | Waouh            | Épisode 5                | [ 2 ]  |
| 2017      | Stock mort                                       | Riku Tsuneta          | Télévision Tokyo | Rôle principal           | [ 2 ]  |
| 2017      | Inuyashiki                                       | Hiro Shishigami       | Téléviseur Fuji  |                          | [ 2 ]  |
| 2018      | La compagnie noire                               | Ryuichi Kurata        | Fuji TV Deux     |                          | [ 2 ]  |
| 2018      | Dans ce coin du monde                            | Tetsu Mizuhara        | SCT              |                          | [ 2 ]  |
| 2019      | Les Misérables : Owari na Kitabiji               | Takumi Watanabé       | Téléviseur Fuji  | Téléfilm                 | [ 2 ]  |
| 2020      | MIU 404                                          | Yoshitaka Kosaka      | SCT              | Épisode 6                | [ 2 ]  |
| 2020–2022 | Alice in Borderland                              | Shuntaro Chishiya     | Netflix          | 2 saisons                | [ 2 ]  |
| 2021      | Iki wo Hisomete                                  | Shinpei Miyashita     | Hulu             | Épisode 3                | [ 18 ] |
| 2021–22   | Venez tous                                       | Isamu Kijima          | NHK              | Asadora                  | [ 19 ] |
| 2022      | 10 Compter pour l'avenir                         | Momosuke Saijō        | Télévision Asahi | Rôle secondaire          | [ 20 ] |
| 2022      | La magie interdite                               | Shingo Koshiba        | Téléviseur Fuji  | Téléfilm                 | [ 21 ] |

## Distinctions
| Décerner                                | Année | Catégorie                           | Œuvre(s) nommée(s)                                | Résultat   | Ref.   |
| --------------------------------------- | ----- | ----------------------------------- | ------------------------------------------------- | ---------- | ------ |
| Prix du film de l'Académie du Japon     | 2018  | Meilleur acteur dans un second rôle | Mukoku                                            | Nomination | [ 22 ] |
| Prix du film de l'Académie du Japon     | 2022  | Meilleur acteur dans un second rôle | Le dernier des loups                              | Nomination | [ 23 ] |
| Prix Kinema Junpo                       | 2017  | Meilleur nouvel acteur              | Bébés de destruction                              | Lauréat    | [ 24 ] |
| Prix du film Mainichi                   | 2022  | Meilleur acteur dans un second rôle | Le dernier des loups                              | Nomination | [ 25 ] |
| Prix du film TAMA                       | 2016  | Meilleur nouvel acteur              | Destruction Babies, Sayonara, Les Firefly Summers | Lauréat    | [ 26 ] |
| Prix du film TAMA                       | 2016  | Prix spécial (en tant qu'ensemble)  | Bébés de destruction                              | Lauréat    | [ 26 ] |
| Festival du film de Takasaki            | 2015  | Meilleur nouvel acteur              | Toujours l'eau                                    | Lauréat    | [ 27 ] |
| Festival international du film de Tokyo | 2018  | Prix de la pierre précieuse         | Le pistolet                                       | Lauréat    | [ 28 ] |
| Festival du film de Yokohama            | 2017  | Meilleur nouveau venu               | Bébés de destruction                              | Lauréat    | [ 24 ] |